# Alias Grace (minisérie)
Alias Grace je kanadsko-americká televizní minisérie režírovaná Mary Harronovou. V hlavní roli je obsazena Sarah Gadonová. Je založena na stejnojmenné knize od Margaret Atwoodové a adaptována Sarah Polleyovou. V Kanadě je vysílána stanicí CBC Television a mezinárodně zveřejněna na Netflixu. Minisérie obsahuje šest dílů. Na CBC měla premiéru 25. září 2017 a na Netflixu 3. listopadu 2017.

## Obsazení
- Sarah Gadon jako Grace Marks[5]
- Edward Holcroft jako Dr. Simon Jordan
- Zachary Levi jako Jeremiah the Peddler[6]
- Anna Paquin jako Nancy Montgomery[7]
- Paul Gross jako Thomas Kinnear
- Kerr Logan jako James McDermott
- Michael Therriault jako Mr. McDonald
- Rebecca Liddiard jako Mary Whitney

## Seznam dílů
| Č. v seriálu | Původní název | Režie       | Scénář       | Premiéra v Kanadě |
| ------------ | ------------- | ----------- | ------------ | ----------------- |
| 1            | Part 1        | Mary Harron | Sarah Polley | 25. září 2017     |
| 2            | Part 2        | Mary Harron | Sarah Polley | 2. října 2017     |
| 3            | Part 3        | Mary Harron | Sarah Polley | 9. října 2017     |
| 4            | Part 4        | Mary Harron | Sarah Polley | 16. října 2017    |
| 5            | Part 5        | Mary Harron | Sarah Polley | 23. října 2017    |
| 6            | Part 6        | Mary Harron | Sarah Polley | 30. října 2017    |